# Ga Jikjisa
Jikjisa Station là ga đường sắt nằm trên Tuyến Gyeongbu ở Hàn Quốc.